# Så mødes vi hos Tove
Så mødes vi hos Tove er en dansk spillefilm fra 1946 instrueret af Alice O'Fredericks og Grete Frische efter manuskript af Grete Frische.

## Handling
Otte skolekammerater mødes for at drikke en kop te og opfriske gamle minder. For ti år siden forlod de unge damer skolen med eksamensbeviset i hånden, og nu mødes de - efter disse mange års forløb - hos Tove. Hun er en sød og kultiveret ung frue, herskerinde i et stort og elegant hjem: det ser ud til, at skæbnen har været god ved hende! Tove har haft et mas med at samle veninderne, de var nitten i klassen, men det er kun lykkedes hende at få fat i syv.

## Medvirkende
- Illona Wieselmann - Tove
- Clara Østø
- Gull-Maj Norin
- Grethe Holmer
- Inger Stender
- Betty Helsengreen
- Anna Henriques-Nielsen
- Poul Reichhardt
- Axel Frische
- Eigil Reimers
- Edvin Tiemroth
- Jørn Jeppesen
- Helle Virkner
- Caja Heimann
- Jens Kjeldby
- Jeanne Darville
- Grete Frische
- Ole Monty
- Per Buckhøj
- Henry Nielsen